# كامبيجيني
كامبيجيني (بالإيطالية: Campegine)‏ هي بلدية في مقاطعة ريدجو إميليا في إقليم إميليا رومانيا الإيطالي.

## السكان
في سنة 1861 بلغ عدد السكان 3٬455 نسمة، وتطور العدد ليصل في سنة 2011 لـ 5٬114 نسمة.
يظهر هذا المخطط البياني تطور النمو السكاني لـ كامبيجيني